# Probainognathus
Probainognathus jenseni
Genre
Espèce
Probainognathus est un genre éteint de cynodontes de la famille des Probainognathidae ayant vécu durant la première moitié du Trias supérieur en Amérique du Sud (Argentine et Brésil).
Une seule espèce est rattachée au genre : Probainognathus jenseni, décrite par Alfred Romer en 1970.